# Barrett Bluff
Das Barrett Bluff ist ein 350 m hohes und massiges Kliff in der Convoy Range des ostantarktischen Viktorialands. Es ragt aus dem Gentle Valley auf und wird nach Süden durch die Eismassen des Flight-Deck-Firnfelds begrenzt. Es besteht aus Sandstein der sogenannten Beacon Supergroup mit einer Haube aus Dolerit.
Namensgeber ist der neuseeländische Geologe Peter John Barrett (* 1940), der in mehreren US-amerikanischen und neuseeländischen Kampagnen in Antarktika tätig war.